# Serv-U FTP-Server
Serv-U ist ein FTP-Server für das Betriebssystem Windows und Linux. Serv-U wurde 1995 von Rob Beckers entwickelt und im deutschsprachigen Raum von kapper.net übersetzt und verlegt. Im Jahr 2006 wurde die Entwicklung von Mark Peterson, einem langjährigen Freund von Rob Beckers, übernommen und nun nicht nur von RhinoSoft.com weltweit vertrieben, sondern auch weiterentwickelt. Im Dezember 2012 wurde RhinoSoft von SolarWinds übernommen.

## Geschichte
Serv-U entstand 1995 als vermutlich erster FTP-Server für Windows. Im Laufe seiner Entwicklung wurde aus einem anfangs noch für 16-Bit Windows entwickelten kleinen Programm zum einfachen Transfer von Dateien über FTP ein umfangreicher FTP-Server und Internet-File-Server mit Sicherheitsfunktionen, einer möglichen Benutzerverwaltung in einer Datenbank über ODBC. Die neueste Version verspricht die Integration in Windows-Active-Directory-Umgebungen. Seit der Version 3 ist Serv-U in einen Systemdienst und eine Verwaltungskonsole geteilt, seit Version 4 erlaubt Serv-U den Übertragungsweg über SSL abzusichern und ebenfalls seit dieser Zeit (1999) bietet die Partnerschaft mit dem Hersteller des FTP-Clients FTP Voyager die Möglichkeit integrierte Datentransferlösungen einfach zu realisieren. 2006 übernahm RhinoSoft.com die Entwicklung und schrieb das Programm in C++ völlig neu. Ziel war und ist es damit grundsätzlich Sicherheitsprobleme durch zum Beispiel überlaufende Pufferspeicher oder ähnliches schon bei der Entwicklung des Programms zu verhindern.
Seit 2008 (Version 7.0) ist der Server mit Webinterface, FTP-Zugang, SSH-Option und einem Java-GUI-FTP-Client ausgestattet. Damit spart der Administrator des Systems oft die Installation spezieller FTP-Client-Software bei seinen Benutzer und Kunden – diese können nunmehr einfach über den Web-Browser ihre Filetransfers erledigen.
Seit 2010 (Version 10.0) ist der Server als 64-Bit-Software verfügbar und lauffähig, ebenso wird seit Version 10 auch IPv6 als Internet-Protokoll unterstützt.
Seit 2011 (Version 11.0) gibt es Serv-U auch als native Linuxanwendung.
Dieses Produkt wird manchmal von Antivirensoftware als Computervirus erkannt. Dies liegt insbesondere an der Verwendung älterer Versionen in sogenannten Rootkits, die den FTP-Server als Backdoor zum Übertragen von Dateien zu einem kompromittierten System nutzen.